# Chaux-lès-Passavant
Chaux-lès-Passavant – miejscowość i gmina we Francji, w regionie Burgundia-Franche-Comté, w departamencie Doubs.
Według danych na rok 1990 gminę zamieszkiwało 137 osób, a gęstość zaludnienia wynosiła 16 osób/km² (wśród 1786 gmin Franche-Comté Chaux-lès-Passavant plasuje się na 606. miejscu pod względem liczby ludności, natomiast pod względem powierzchni na miejscu 524.).